# Saint-Ouen-sur-Loire
Saint-Ouen-sur-Loire là một xã của tỉnh Nièvre, thuộc vùng Bourgogne-Franche-Comté, miền trung nước Pháp.